# Decarthria albofasciata
Decarthria albofasciata är en skalbaggsart som beskrevs av Charles Joseph Gahan 1895. Decarthria albofasciata ingår i släktet Decarthria och familjen långhorningar. Inga underarter finns listade i Catalogue of Life.